# Survivor Series 2004
Survivor Series 2004 è stata la diciottesima edizione dell'evento in pay-per-view Survivor Series, prodotto dalla World Wrestling Entertainment. L'evento si è svolto il 14 novembre 2004 alla Gund Arena di Cleveland. La colonna sonora dell'evento è stata Ugly degli Exies.
Il main event del roster di Raw fu il 4-on-4 Survivor Series match tra il Team Orton (Randy Orton, Chris Benoit, Chris Jericho e Maven) contro il Team Triple H (Triple H, Edge, Batista e Gene Snitsky), vinto dal Team Orton dopo che Randy Orton aveva eliminato per ultimo Triple H. Il match principale del roster di SmackDown! fu quello per il WWE Championship tra il campione John "Bradshaw" Layfield (JBL) e lo sfidante Booker T, vinto da JBL per schienamento dopo aver colpito Booker T con il titolo. Il match predominante dell'undercard fu il 4 on 4 Survivor Series match tra il Team Guerrero (Eddie Guerrero, Big Show, Rob Van Dam e John Cena) contro il Team Angle (Kurt Angle, Carlito, Luther Reigns e Mark Jindrak), vinto dal Team Guerrero dopo che Big Show aveva eliminato Kurt Angle.

## Storyline
La rivalità principale dell'evento fu quella tra il Team Orton (Randy Orton, Chris Benoit, Chris Jericho e Maven) e il Team Triple H (Triple H, Edge, Batista e Gene Snitsky). Nella puntata di Raw del 25 ottobre, l'Evolution (Triple H, Ric Flair e Batista) prese il controllo di Raw, dopo che il general manager Eric Bischoff si era preso la serata libera. Triple H concesse a Flair un match a sua scelta; Flair decise di affrontare Randy Orton in una rivincita, in seguito alla sconfitta nello Steel Cage match contro Orton a Taboo Tuesday. Orton accettò la sfida di Flair, con la stipulazione che se fosse riuscito a sconfiggere Flair avrebbe avuto un'opportunità per il World Heavyweight Championship di Triple H alle Survivor Series. Nella puntata di Raw del 1º novembre, Eric Bischoff annunciò un traditional 4-on-4 elimination tag team match tra il team formato da Orton, Jericho, Maven e Benoit contro il team formato da Triple H, Batista, Edge e Gene Snitsky per le Survivor Series. Il team vincente avrebbe avuto il controllo di Raw per un mese. La settimana successiva, Bischoff concluse l'annuncio aggiungendo che tutti i membri del team vincente sarebbero stati in carica una settimana ciascuno. Nella stessa sera, Edge e Benoit si affrontarono in un match, dove Triple H, Batista, Orton, Jericho e Maven si presentarono a bordo ring per guardare l'incontro. A bordo ring, iniziò una rissa tra il team di Triple H e quello di Orton, portando il match a concludersi senza un vincitore di fatto.
La rivalità principale del roster di SmackDown! fu quella per il WWE Championship tra il campione John "Bradshaw" Layfield (JBL) e lo sfidante Booker T. Nella puntata di SmackDown! del 21 ottobre, il general manager Theodore Long annunciò un six-man tag team match tra la squadra formata da Booker T, Rob Van Dam e Rey Mysterio contro quella formata da JBL, Kenzo Suzuki e René Duprée. In quel periodo, Booker T era un heel e si congratulò con JBL per il successo avuto nella federazione in un segmento nel backstage. Durante il match, JBL pensò che Booker T volesse tradire Van Dam e Mysterio. Il match si concluse con Booker T che schienò JBL dopo l'esecuzione dello Scissors kick compiendo un turn face. La settimana successiva a SmackDown!, Booker T sconfisse Orlando Jordan e ottenne un'opportunità titolata per il WWE Championship di JBL alle Survivor Series. Nella puntata di Smackdown! del 4 novembre, JBL interferì nel match tra Booker T e Orlando Jordan causando la squalifica e la vittoria per Booker T. Dopo il match, Theodore Long organizzò un tag team match tra la coppia formata da Booker T e Josh Matthews contro quella formata da JBL e Orlando Jordan, vinto dai primi.
L'altra rivalità predominante del roster di SmackDown! fu quella tra il Team Guerrero (Eddie Guerrero, Big Show, Rob Van Dam e John Cena) e il Team Angle (Kurt Angle, Carlito, Luther Reigns e Mark Jindrak). Nella puntata di SmackDown! del 28 ottobre, Theodore Long annunciò un 4-on-4 Survivor Series elimination match tra Guerrero, Big Show, Van Dam e Rey Mysterio contro Angle, Carlito, Reigns e Jindrak. La settimana successiva, Mysterio venne rimosso dal match, in quanto Theodore Long lo inserì nel fatal four-way match per il Cruiserweight Championship. Nella puntata di SmackDown! dell'11 novembre, Guerrero annunciò che John Cena, il quale stava recuperando da un infortunio, si sarebbe unito al suo team per le Survivor Series.

## Evento
Prima della messa in onda dell'evento, La Résistance (Sylvan Grenier e Robért Conway) sconfisse The Hurricane e Rosey in un match non valevole per il World Tag Team Championship a Sunday Night Heat.

### Match preliminari
Il primo match dell'evento fu il fatal four-way match per il Cruiserweight Championship tra il campione Spike Dudley e gli sfidanti Billy Kidman, Chavo Guerrero e Rey Mysterio. Dopo un match abbastanza movimentato, Dudley colpì Kidman con un springboard leg drop per poi schienare Guerrero e mantenere il titolo.
Il match seguente fu quello per l'Intercontinental Championship tra il campione Shelton Benjamin e lo sfidante Christian. Durante il match, Benjamin tentò di attaccare Tyson Tomko, a bordo ring in favore di Christian, ma venne fermato da quest'ultimo. Benjamin eseguì il T-Bone Suplex su Christian e lo schienò per mantenere il titolo.
Il terzo incontro della serata fu il 4-on-4 Traditional Survivor Series Tag Team Elimination match tra il Team Guerrero (Eddie Guerrero, Big Show, John Cena e Rob Van Dam) e il Team Angle (Kurt Angle, lo United States Champion Carlito, Luther Reigns e Mark Jindrak). Carlito venne eliminato per count-out, dopo che Cena cercò di inseguirlo per cacciarlo dall'arena prima dell'inizio del match. Angle eliminò Van Dam con un roll-up facendo illegalmente leva sulle corde del ring. In seguito, Guerrero eliminò Jindrak nello stesso modo in cui Angle eliminò Van Dam, ossia con un roll-up usando illegalmente le corde come leva. Big Show eliminò poi Reigns dopo l'esecuzione della chokeslam. Nel finale, Cena e Guerrero eseguirono rispettivamente la F-U e il Frog Splash su Angle, il quale venne poi schienato da Big Show per concludere il match e per dare la vittoria al Team Guerrero.

### Match principali
Il quarto match fu quello tra The Undertaker e Jon Heidenreich. Nel corso del match, entrambi riuscirono a portarsi in vantaggio l'uno sull'altro. Durante il match, Paul Heyman interferì in favore di Heidenreich. Nel finale, The Undertaker eseguì una Chokeslam e il Tombstone Piledriver su Heidenreich per schienarlo e vincere l'incontro.
Il match che seguì fu quello valevole per il Women's Championship tra la campionessa Trish Stratus e la sfidante Lita. Lita fu squalificata per aver colpito la Stratus con una sedia d'acciaio e, di conseguenza, Trish mantenne il titolo.
Il sesto match fu quello valevole per il WWE Championship tra il campione John "Bradshaw" Layfield e lo sfidante Booker T. Il match vide entrambi portarsi in vantaggio l'uno sull'altro. Orlando Jordan interferì in favore di JBL attaccando Booker T, dopo che l'arbitro era stato accidentalmente colpito da JBL. Booker eseguì lo Scissors kick ai danni di JBL e un secondo arbitro arrivò sul ring per sostituire quello originale, ma Jordan trascinò JBL fuori dal ring e cercò di colpire Booker T con il titolo. Booker T schivò l'attacco per poi colpire Jordan con la Book End. JBL colpì Booker T con il titolo e lo schienò per mantenere il titolo.
Il main event fu il 4-on-4 Traditional Survivor Series Tag Team Elimination match tra il Team Orton (Randy Orton, Chris Benoit, Chris Jericho e Maven) e il Team Triple H (Triple H, Batista, Edge e Gene Snitsky). Prima dell'inizio del match, Snitsky attaccò Maven nel backstage. Durante il match, Benoit venne eliminato da Edge dopo essere stato colpito da Triple H con il Pedigree. Jericho eliminò Batista dopo che quest'ultimo fu colpito da Orton con il World Heavyweight Championship e l'esecuzione dell'enzuigiri. In seguito, Snitsky fu squalificato per aver colpito Maven con una sedia d'acciaio. Maven fu successivamente eliminato da Triple H, che approfittò della sediata sferrata in precedenza da Snitsky ai danni dello stesso Maven. Edge eliminò Jericho dopo averlo colpito con un la Spear. Edge venne eliminato da Orton in seguito all'RKO. Nel finale, Orton eliminò Triple H dopo l'esecuzione dell'RKO, rimanendo come ultimo sopravvissuto.

## Conseguenze
In seguito alla vittoria del Team Orton (Randy Orton, Chris Benoit, Chris Jericho e Maven) nei confronti del Team Triple H (Triple H, Edge, Batista e Gene Snitsky) alle Survivor Series, il team ricevette l'opportunità di essere al comando di Raw per un mese; nella puntata di Raw del 29 novembre, Randy Orton fu al comando dello show e annunciò una battle royal per il World Heavyweight Championship. Tuttavia, il chairman della WWE Vince McMahon cambiò le regole e disse che il vincitore della battle royal avrebbe affrontato Triple H per il titolo. Durante la battle royal, Chris Benoit e Edge rimasero come ultimi due partecipanti e si eliminarono a vicenda, facendo concludere il match. Orton organizzò un triple threat match tra Chris Benoit, Edge e Triple H per il World Heavyweight Championship. Il match si concluse quando Benoit applicò la Crossface ai danni di Edge, ma allo stesso tempo quest'ultimo schienò Benoit e l'incontro terminò in pareggio. La settimana successiva con Chris Jericho al comando di Raw, Vince McMahon rese vacante il World Heavyweight Championship. Nella puntata di Raw del 13 dicembre, Eric Bischoff, che era tornato a dirigere lo show, annunciò un Elimination Chamber match tra Triple H, Edge, Chris Benoit, Chris Jericho, Randy Orton e Batista per New Year's Revolution. Nella puntata di Raw del 27 dicembre, Bischoff concluse aggiungendo l'arbitro speciale per Elimination Chamber match: Shawn Michaels. A New Year's Revolution, Triple H vinse l'Elimination Chamber match e divenne campione del mondo per la decima volta.
Dopo aver mantenuto il WWE Championship contro Booker T, John "Bradshaw" Layfield (JBL) iniziò una rivalità con Eddie Guerrero, Booker T e The Undertaker. Il general manager di SmackDown! Theodore Long annunciò un fatal four-way match per Armageddon. Il match fu vinto da JBL, che schienò Booker T dopo l'esecuzione della Clothesline From Hell.
Nel mese di ottobre, John Cena perse lo United States Championship contro Carlito, il quale aveva debuttato a SmackDown!. Come parte della storyline, la guardia del corpo di Carlito, Jesús, accoltellò Cena a un rene in un nightclub. Nella puntata di SmackDown! del 18 novembre, Cena riconquistò lo United States Championship sconfiggendo Carlito.

## Risultati
| #    | Incontri | Stipulazioni                                               | Durata |
| ---- | --- | ---------------------------------------------------------- | ------ |
| Heat | La Résistance ha sconfitto The Hurricane e Rosey                                                                    | Tag team match                                             | 04:59  |
| 1    | Spike Dudley (c) ha sconfitto Billy Kidman, Chavo Guerrero e Rey Mysterio                                           | Fatal four-way match per il WWE Cruiserweight Championship | 09:09  |
| 2    | Shelton Benjamin (c) ha sconfitto Christian (con Tyson Tomko)                                                       | Single match per il WWE Intercontinental Championship      | 13:23  |
| 3    | Big Show, Eddie Guerrero, John Cena e Rob Van Dam hanno sconfitto Carlito, Kurt Angle, Luther Reigns e Mark Jindrak | Four-on-four traditional survivor series elimination match | 12:26  |
| 4    | The Undertaker ha sconfitto Heidenreich (con Paul Heyman)                                                           | Single match                                               | 15:58  |
| 5    | Trish Stratus (c) ha sconfitto Lita per squalifica                                                                  | Single match per il WWE Women's Championship               | 01:24  |
| 6    | John "Bradshaw" Layfield (c) (con Orlando Jordan) ha sconfitto Booker T                                             | Single match per il WWE Championship                       | 14:43  |
| 7    | Chris Benoit, Chris Jericho, Maven e Randy Orton hanno sconfitto Batista, Edge, Gene Snitsky e Triple H             | Four-on-four traditional survivor series elimination match | 24:31  |

### Survivor series elimination match
Team Angle vs. Team Guerrero
| N° eliminazione | Wrestler                                             | Team                                                 | Eliminato da                                         | Modalità di eliminazione                             | Tempo                                                |
| --------------- | ---------------------------------------------------- | ---------------------------------------------------- | ---------------------------------------------------- | ---------------------------------------------------- | ---------------------------------------------------- |
| 1°              | Carlito                                              | Team Angle                                           | -                                                    | Count-out                                            | 00:00                                                |
| 2°              | Rob Van Dam                                          | Team Guerrero                                        | Kurt Angle                                           | Roll-up                                              | 08:45                                                |
| 3°              | Mark Jindrak                                         | Team Angle                                           | Eddie Guerrero                                       | Roll-up                                              | 09:10                                                |
| 4°              | Luther Reigns                                        | Team Angle                                           | Big Show                                             | Showstopper                                          | 10:26                                                |
| 5°              | Kurt Angle                                           | Team Angle                                           | Big Show                                             | Frog Splash di Guerrero                              | 12:26                                                |
| Sopravvissuti:  | Eddie Guerrero, Big Show e John Cena (Team Guerrero) | Eddie Guerrero, Big Show e John Cena (Team Guerrero) | Eddie Guerrero, Big Show e John Cena (Team Guerrero) | Eddie Guerrero, Big Show e John Cena (Team Guerrero) | Eddie Guerrero, Big Show e John Cena (Team Guerrero) |

Maggior numero di eliminazioni: Big Show (2)
Team Orton vs. Team Triple H
| N° eliminazione | Wrestler                 | Team                     | Eliminato da             | Modalità di eliminazione  | Tempo                    |
| --------------- | ------------------------ | ------------------------ | ------------------------ | ------------------------- | ------------------------ |
| 1°              | Chris Benoit             | Team Orton               | Edge                     | Pedigree di Triple H      | 07:24                    |
| 2°              | Batista                  | Team Triple H            | Chris Jericho            | Step-up Enzuigiri         | 10:39                    |
| 3°              | Gene Snitsky             | Team Triple H            | -                        | Squalifica                | 16:05                    |
| 4°              | Maven                    | Team Orton               | Triple H                 | Colpo di sedia da Snitsky | 16:50                    |
| 5°              | Chris Jericho            | Team Orton               | Edge                     | Spear                     | 19:04                    |
| 6°              | Edge                     | Team Triple H            | Randy Orton              | RKO                       | 22:59                    |
| 7°              | Triple H                 | Team Triple H            | Randy Orton              | RKO                       | 24:31                    |
| Sopravvissuto:  | Randy Orton (Team Orton) | Randy Orton (Team Orton) | Randy Orton (Team Orton) | Randy Orton (Team Orton)  | Randy Orton (Team Orton) |

Maggior numero di eliminazioni: Edge e Randy Orton (2)